# Шейн Доусън
Шейн Лий Я (Доусън) (роден 19 юли 1988 г.) е американски комедиен актьор в сайта за видео споделяне YouTube, музикант и режисьор. Доусън е известен с конспиративните теории в Youtube канала си. Шейн Доусън е известен още със своя подкаст Shane&Friends, където кани известни личности и ги интервюира. Негов продуцент и най-голям помощник е американката Лорън Шнипър, която участва в повечето от неговите продукции.

## Личен живот
Шейн Доусън е роден на 19 юли 1988 г., израснал е в Лонг Бийч, Калифорния в САЩ. Като тийнейджър е бил малтретиран от баща си, който е бил зависим от алкохола. По-късно баща му изоставя семейството и Доусън остава сам с майка си. Често е бил подиграван в училище заради наднорменото си тегло и финансовото състояние на семейството си. Запалва се по правенето на видеоклипове благодарение на училищна задача.
През юли 2015 г. Шейн признава бисексуалността си, което е добре прието от феновете.
Шейн Доусън е голям любител на животните. Има куче (Уно) и котка (Чийто).
Днес той пребивава в Шърмън Оакс, Калифорния, САЩ заедно с приятеля и асистента си Райланд Адамс. Продължава да се изявява като активен потребител в Youtube.

## YouTube
Първият официален профил на Шейн Доусън в YouTube е ShaneDawsonTV, който е създаден на 10 март 2008 г. За момента най-старият видеоклип в профила му е „Hodini's Street Magic“, качен три месеца след създаването на профила. Доусън става известен в Youtube с клипа си „Fred is Dead!“, който до момента има над 23 милиона гледания.

### Профили
Шейн Доусън има три профила в YouTube.
Първият му официален профил в сайта е ShaneDawsonTV, който има 5 и половина милиона абонати, с над един милиард показвания на клиповете му.
Вторият му профил е Shane DawsonTV2, който е изоставен през 2013 г.
Shane е следващият му профил, в който той качва своите влогове.

### Колаборации
Шейн Доусън има много колаборации с други потребители на YouTube. Такива са BritanniLouiseTaylor, iJustine, Joey Graceffa, The Gabbie Show, Alisha Marie, Garett Watts, Drew Monson, Ryland Adams и др.

## Награди и номинации
Шейн Доусън печели награда в категорията „Най-добър влогър“ на The Streamy Awards през 2010 г. Същата година печели наградата за Избор на Интернет звезда на Teen Choice Awards. А през 2011 г. е номиниран отново за Избор на Интернет звезда на Teen Choice Awards.